# Neonazismo

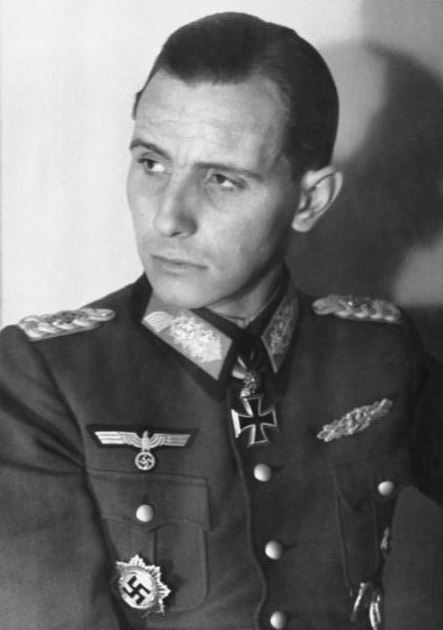
Otto E. Remer, ex generale nella Wehrmacht, divenne in seguito una figura di spicco del neonazismo.

Il neonazismo è un insieme di movimenti sociali o politici nati dopo la seconda guerra mondiale con l'intento di rianimare e attuare l'ideologia del nazismo. I neonazisti cercano di impiegare la loro ideologia per promuovere l'odio verso le minoranze o, in alcuni casi, per creare uno Stato politico nazista. Si tratta di un fenomeno globale, con rappresentanze organizzate in molti paesi, che si rifà alla politica nazista e ne comprende elementi come l'ultranazionalismo, il razzismo, la xenofobia, l'omofobia, l'antiziganismo, l'antisemitismo, l'anticomunismo, l'antiamericanismo, con l'obiettivo di creare un Quarto Reich. La negazione dell'Olocausto è una caratteristica comune, così come l'incorporazione dei simboli della Germania nazista e l'apologia di Adolf Hitler. Poiché nell'immaginario collettivo e anche all'interno dei vari ordinamenti giuridici il nazismo è un'ideologia da condannare, tali movimenti non usano i termini neonazismo o neofascismo per descrivere se stessi.

## Nel mondo

### Germania

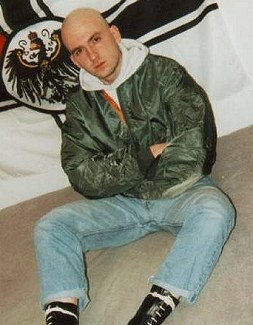
Skinhead neonazista tedesco.

In Germania, con l'avvio del processo di denazificazione dopo la sconfitta nella seconda guerra mondiale, è stata espressamente vietata nella Costituzione tedesca la rifondazione di partiti neonazisti. Due sono i partiti politici ad essere stati banditi nella Germania Ovest: un erede diretto del partito nazista, il Partito Socialista del Reich (SRP) nel 1952 e il Partito Comunista di Germania (KPD) nel 1956.
Nel 2016 i governatori di cinque Länder hanno chiesto lo scioglimento del Partito Nazionaldemocratico di Germania (NPD), fondato nel 1964, che ha totalizzato appena l’1,3% alle elezioni ultime nazionali e non ha mai superato la soglia del 5% prevista per entrare nel Parlamento nazionale, ma che vanta un seggio nel Parlamento europeo. Nel gennaio 2017 la Corte costituzionale tedesca ha respinto la richiesta.

### Stati Uniti d'America

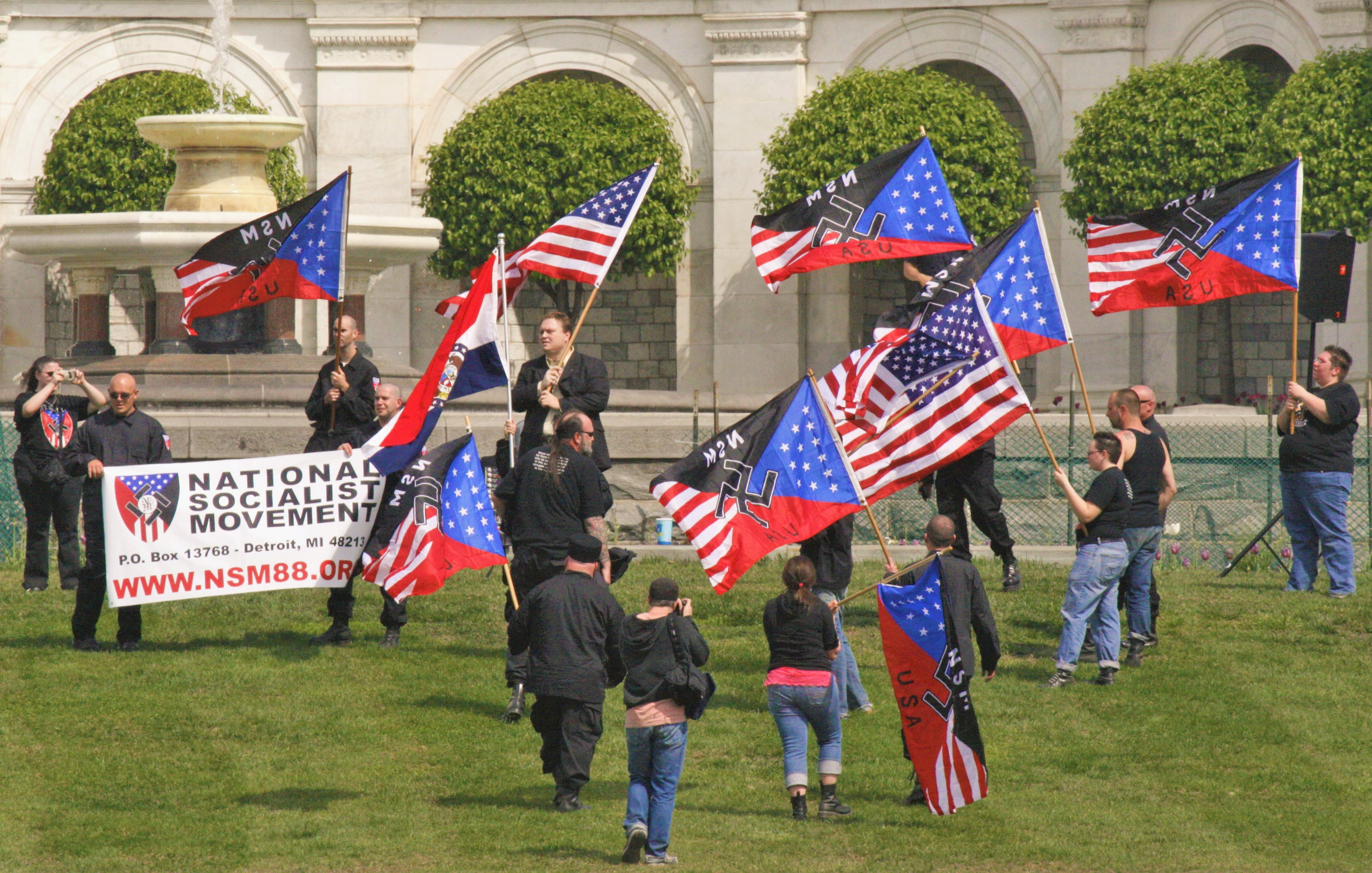
Raduno del Movimento Nazionale Socialista sul prato ovest del Campidoglio degli Stati Uniti

Dopo la seconda guerra mondiale, il movimento neonazista ha avuto una certa diffusione negli Stati Uniti, dove, nel febbraio del 1959, fu fondato il Partito Nazista Americano (ANP), guidato da George Lincoln Rockwell, che ne rimase a capo fino al suo assassinio, avvenuto nel 1967. Il neonazismo statunitense presenta alcune peculiarità rispetto al nazismo originale: non sostiene la superiorità della razza ariana, ma in generale della razza bianca. Inoltre, all'antisemitismo il nazismo americano unisce l'odio per i neri.
Un'altra organizzazione neonazista americana è Aryan Nation, fondata nell'Idaho negli anni settanta da Richard Girnt Butler. Questo gruppo, marcatamente cristiano e antisemita, ha come motto "White Power", potere bianco, fra i suoi adepti.
Ci sono anche altri gruppi neonazisti negli Stati Uniti, con nomi e caratteristiche diverse, ma tutti simili nell'ideologia. Spesso, accanto a questi gruppi viene messo anche il Ku Klux Klan, che ha collaborato in vari periodi con i gruppi neonazisti statunitensi e con i quali condivide il razzismo verso i neri. Nel corso degli anni, i gruppi neonazisti si sono resi protagonisti di manifestazioni e "marce" su alcune città americane, che sono state osteggiate dai cittadini. La più famosa fu quella su Skokie, in Illinois, cittadina abitata da una nutrita comunità ebraica, che fu impedita dalla forte reazione della popolazione. I nazisti americani sono ritenuti colpevoli di alcuni omicidi politici, perlopiù a danno di israeliti o afroamericani. Il Movimento Nazionale Socialista ha attratto a sé nazionalisti bianchi e fuoriusciti dal Partito Nazista Americano.
Questi gruppi comunque rimangono esigue minoranze nella politica americana e non hanno alcun potere sulla scena politica nazionale.

## Partiti dichiaratamente neonazisti
- Corpo Nazionale (Ucraina)
- Partito Nazionale Socialista Russo
- Democrazia Nazionale (Spagna)
- Der III. Weg (Germania)
- Unione Nazionale Bulgara–Nuova Democrazia (Bulgaria)
- Partito Croato dei Diritti (Croazia)
- Partito del Reich Nordico (Svezia, scioltosi nel 2009)
- Partito Socialista del Reich (bandito nel 1952 dalla Corte costituzionale della Germania Ovest)
- Partito dell'Impero Tedesco (scioltosi nel 1965)
- Movimento Nazionalsocialista dei Lavoratori (Italia)
- Movimento Nazionale Socialista (Stati Uniti)
- Die Heimat
- Partito Nazionalsocialista Giapponese dei Lavoratori
- Partito Nazista Americano
- National Socialist League (Stati Uniti, disciolto)
- Partito Popolare Slovacchia Nostra
- Wiking-Jugend (Germania, bandito il 10 novembre 1994)
- Settore Destro (Ucraina)
- Socialisti per la Nazione
- Svoboda (Ucraina)
- Tsagaan Khass (Mongolia)
- Forza Nuova (Italia)
- Alba Dorata (Grecia, disciolto)
- Partito Nazista dell'Iran
- Movimento Nazional Socialista del Cile (disciolto)
- Afrikaner Weerstandsbeweging (Sudafrica)
- Unità Nazionale Russa
- Comunità Militante dei Dodici Raggi (Italia)
- Casapound (Italia)

## Simboli

Svastica
Croce celtica
Wolfsangel
Bandiera neonazista con croce celtica
Bandiera del Sole nero
Bandiera dell'Impero Tedesco, poi diventata bandiera della Germania nazista dal 1933 al 1935
Bandiera da guerra dell'Impero tedesco
Bandiera nazista celtica
La bandiera del Movimento Nazionale Socialista
La bandiera del Vlaamse Militanten Orde
La bandiera di Alba Dorata
La bandiera del Partito Socialista del Reich
La bandiera del Partito Nazionaldemocratico di Germania
La bandiera del Partito del Reich Nordico
La bandiera dello Tsagaan Khass
La bandiera del Partito Nazista dell'Iran
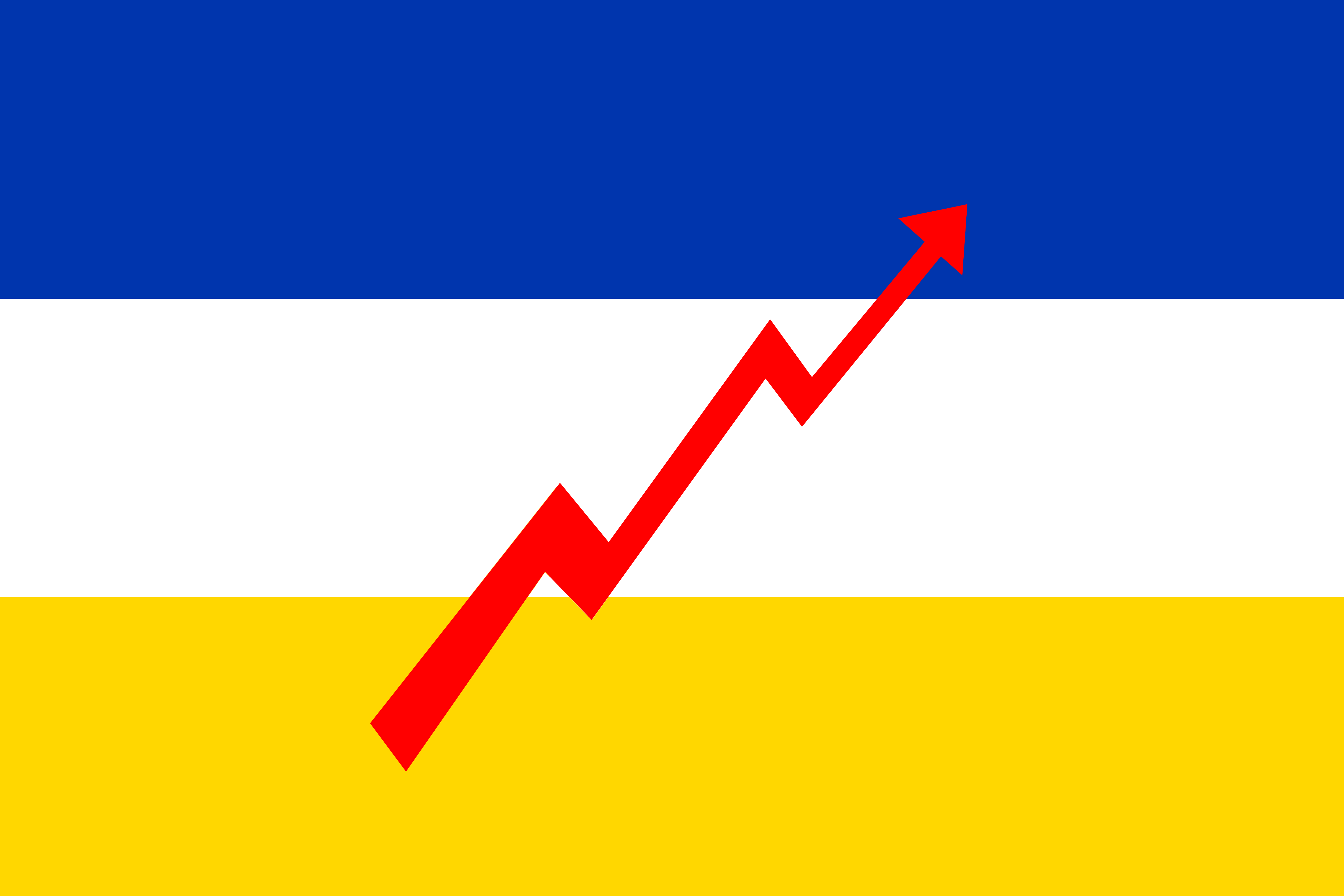
La bandiera del Movimento Nazional Socialista del Cile
La bandiera del Partito Nazista Americano
La bandiera del Volksfront
La bandiera del Ku Klux Klan
Il logo della Fratellanza ariana
Bandiera del battaglione Azov dell'Ucraina, da molti accusato di ideologie neonaziste.
La bandiera del Battaglione da ricognizione "Sparta", da molti considerato un battaglione neonazista.
Bandiera del Corpo Volontario Russo